# 上岡裕
上岡 裕（かみおか ゆたか、1960年4月7日 - ）は、日本の環境保護活動家、SDGsアドバイザーであり、環境とエンターテインメントの融合を通じて社会課題の解決に取り組んでいる人物。
姉はダルク女性ハウスを設立した上岡陽江。
NPO法人エコロジーオンラインを設立し、環境問題に関する情報発信を行うとともに、政府機関や企業との協働を進める。
音楽業界出身の経験を活かし、坂本龍一らと共に「artists' power」を立ち上げ、音楽を通じたエコロジーの啓発活動を展開。
さらに、認知症ケア、災害支援、国際協力にも積極的に関わり、持続可能な社会の実現に向けた多岐にわたるプロジェクトを手がけている。

## 概要

### 音楽業界から環境活動家へ
1960年、栃木県佐野市に生まれる。栃木県立佐野高等学校を卒業後、国際基督教大学へ進学。
卒業後、株式会社ソニー・ミュージックエンタテインメント（旧エピックソニー）に入社し、音楽プロモーターとして活動。
エレファントカシマシなどのアーティストを担当し、音楽業界でのキャリアを積んだ。
1991年、アメリカへ渡りフリーライターに転身。
日本の音楽シーンや文化を海外に伝える活動を行う中で、環境問題への関心を深め、持続可能な社会づくりに貢献したいという想いを強める。

### エコロジーオンラインの設立と環境活動
2000年3月、環境問題に関する情報発信を目的にNPO法人エコロジーオンラインを設立。
音楽業界の影響力を活用し、坂本龍一らとともに「artists' power」を立ち上げ、アーティストを通じたエコロジー啓発活動を推進した。
また、エコロジーオンラインを通じて、環境省、林野庁、ソニー株式会社、東京都などと協働し、さまざまな環境プロジェクトを手がける。
森林保全、再生可能エネルギー、地域活性化などの分野で活動を広げ、日本国内外で環境問題に対する意識を高める取り組みを行ってきた。

### 災害支援と国際協力
2011年の東日本大震災や2016年の熊本地震の際には、被災地支援に奔走。
環境保全や再生可能エネルギーを活用した復興支援プロジェクトを立ち上げ、地域の持続可能な再生をサポートした。
さらに、日本国内だけでなく、アフリカ・マダガスカルでの「里山エネルギースクール」設立をはじめとする国際協力活動も展開。エネルギー問題や貧困問題の解決を目指し、現地での支援を継続している。

### 認知症ケアと音楽の力
自身の両親の認知症介護経験から、音楽を活用した高齢者ケアにも取り組む。
2016年には企画監修したCD『MUSIC GO! GREEN 風の国から』をリリース。映画『パーソナルソング』の全国上映会を主催し、音楽による認知症ケアの普及を進める。
日本認知症予防学会と協力し、「認知症の共生と予防」をテーマに全国各地でプロジェクトを展開。さらに音楽と福祉の融合を目指し、ホガラカグルーブワークスと協働して「音楽と認知症全国ネットワーク」を任意団体として立ち上げ、高齢者やその家族を支援する活動を推進している。

### SDGsの推進と地域活性化
環境・福祉・国際協力など多岐にわたる分野で活動を展開する中で、SDGs（持続可能な開発目標）の重要性を強く認識。2019年、「地域SDGs推進ネットワーク」を設立し、地方自治体や企業と連携しながら持続可能な地域づくりに取り組む。
また、エフエム栃木で放送される『ミュージックメモリー〜音楽のSDGs〜』の監修や、イオンの夏休み企画『特報!どうぶつSDGs』の隊長を務めるなど、メディアを通じたSDGs啓発にも力を入れている。
2023年9月には、G7・G20の広報誌に「JAPANESE ANONYMOUS HERO」として紹介されるなど、その活動が国際的にも評価されている。

## 著作
- 「ヤマネのナノのぼうけん」
- 『上岡裕の「人生はSDGsだ!」 エンタテインメントだからつながる人・未来がある!』ISBN 9798865698302